# Telgte
Telgte é uma cidade da Alemanha, localizado no distrito de  Warendorf, Renânia do Norte-Vestfália. Possui uma população de 19.522  habitantes.